# Louise Slaughter
Dorothy Louise McIntosh Slaughter, född Dorothy Louise McIntosh den 14 augusti 1929 i Lynch, Kentucky, död 16 mars 2018 i Washington, D.C., var en amerikansk demokratisk politiker. Hon var ledamot av USA:s representanthus från 1987 och fram till sin död.
Louise McIntosh studerade vid University of Kentucky. Hon avlade 1951 sin kandidatexamen och 1953 sin master. Hon gifte sig med Bob Slaughter och paret flyttade till Monroe County, New York. Hon var ledamot av New York State Assembly, underhuset av delstatens lagstiftande församling, 1982–1986.
Slaughter utmanade sittande kongressledamoten Fred J. Eckert i kongressvalet 1986. Hon vann knappt och blev sedan omvald elva gånger.
Vid tiden för hennes död i mars 2018, var Slaughter den äldsta sittande medlemmen av kongressen och var den sista sittande medlemmen som föddes på 1920-talet.